# Anastasija Pozdnjakova
Anastasija Jur'evna Pozdnjakova (in russo Анастасия Юрьевна Позднякова?; Ėlektrostal', 11 aprile 1992) è una tuffatrice russa.
Ha rappresentato la Russia ai Giochi olimpici estivi di Pechino 2008 nel concorso del trampolino 3 metri sincro, vincendo la medaglia d'argento.
Specializzata nelle gare dal trampolino, ha vinto la medaglia di bronzo nella specialità da 1 metro ai Campionati europei di nuoto 2010 di Budapest.

## Palmarès
- Giochi olimpici

Pechino 2008: argento nel trampolino 3 m sincro
- Mondiali

Roma 2009: bronzo nel sincro 3 m.
- Europei

Eindhoven 2008: oro nel sincro 3 m.
Budapest 2010: argento nel trampolino 3 m e bronzo nel trampolino 1 m e nel sincro 3 m.